# Никола Платиканов
Никола Димов Платиканов е български учен, агроном, академик на Селскостопанската академия (1963). Научните му приноси са в областта на животновъдството и хранене на домашните животни.
По време на следването си в Агрономическия факултет на Софийския университет Никола Платиканов е стипендиант на Фондация „Александър фон Хумболт“ (1931–1932) и прави хумболтови престои в Landwirtschaftliche Hochschule Berlin (Германия) при проф. Кронахер.
В периода 1937–1944 година е ръководител на Катедрата по общо скотовъдство в Софийския университет. От 1951 до 1963 година заема поста заместник-директор на Института по животновъдство при Българската академия на науките, а от 1963 до 1972 година е академик и секретар на Отделението по животновъдство и ветеринарна медицина при Селскостопанската академия.
Никола Платиканов е носител на Кавалерски кръст с корона от ордена „За гражданска заслуга“, орден „Кирил и Методий“ – I степен, орден „Народна република България“ – II степен (еднократно) и I степен (два пъти); медал „За участие във войната 1915–1918“; медал „Петдесет години Софийски университет“, медал „Сто години БАН“ и медал „1300 години България“.
Неговият син, професор Димо Платиканов, е един от водещите български физикохимици, основоположник на колоидната химия в България.

## Научни постижения
Научните постижения на акад. Никола Платиканов са свързани с:
- изясняване на вътрешните фактори и факторите на външната среда върху формирането на различните видове продуктивност;
- установяване на фенотипните и генотипните параметри на породата сиво искърско говедо и формирането на млечност и месодайност;
- изследване на растежа на кафявото алпийско говедо;
- влияние на храненето върху растежа на агнета и телета;
- разработени типови дажби и годишни фуражни норми за отделните видове животни;
- съставяне на таблици за смилаемостта и енергийната хранителност на фуражите по видове животни;
- определяне на енергийни норми за угояване на бичета;
- оптимизиране на белтъчното и аминокиселинното хранене на животните и изработване на аминокиселинни норми;
- балансиране на белтъчините в храната на овце с включване на карбамидни концентрати.[2]